# La esquina del diablo
La esquina del diablo es una telenovela colombiana producida por RTI Televisión y Televisa para UniMás. Es protagonizada por la actriz mexicana Ana Serradilla y el actor español Miguel de Miguel y cuenta con las participaciones antagónicas de Gregorio Pernía, Christian Tappan  y Andrés Sandoval

## Sinopsis
La historia se desarrolla en un lugar ficticio denominado Ciudad Estatal, capital de un país ídem llamado República Estatal; ambas locaciones representan de manera general cualquier ciudad grande de Colombia. Dentro de Ciudad Estatal hay un sector de alta peligrosidad conocido como la Esquina del Diablo, una comuna de estrato bajo donde hay mucha violencia y tráfico ilícito de drogas y armas.
Debido a esto, la Esquina es el sitio ideal para que Ángel Velasco, un gran capo del narcotráfico, tenga allí su centro de operaciones. Velasco ha hecho de la comuna un fortín prácticamente inexpugnable, por lo que foráneos y extraños no pueden ingresar allí sin su autorización o la de alias 'Yago', la mano derecha del narcotraficante. A pesar de los esfuerzos de las autoridades por capturarlo para hacerlo pagar por sus delitos, Velasco ha resultado bastante hábil y escurridizo.
Ana García es una agente de policía que trabaja para la UOPE, el comando de Policía de Ciudad Estatal. Su mayor sueño es ingresar al Cuerpo Élite de dicha entidad, y tras participar en diferentes misiones, sus superiores deciden escogerla para un nuevo operativo con el que se logre atrapar a Velasco. Para ello deciden infiltrarla en la Esquina cambiando su nombre de pila por Sara Robles, quien ingresará a la comuna como funcionaria de una organización no gubernamental (ONG) dedicada a fomentar el deporte entre la juventud.
La agente García adelantará sus labores de inteligencia incurriendo en arriesgadas acciones que lleven a la UOPE a poner al pez gordo tras las rejas.

## Reparto
- Ana Serradilla - Ana García / Sara Robles
- Miguel de Miguel - Mayor Eder Martín
- Gregorio Pernía - Santiago Arenas 'Yago'
- Christian Tappan - Ángel Velasco Antagonico principal
- Andrés Sandoval - Angelito Velasco Antagonico
- Quique Mendoza - 'Seisdedos'
- Julián Caicedo - 'Cachalote'
- Ernesto Ballén - Estanislao Méndez Afanador 'Bateador'
- Álvaro Benet - Riquelme
- Juan Carlos Messier - Daniel Ortega Antagonico
- Antonio Jiménez - Capitán Enrique Andrade
- Juan Pablo Gamboa - Alcalde Jaime Gómez Antagonico
- Silvia de Dios - Cecilia de Gómez
- Ana Wills - Paula Gómez
- Juan David Restrepo - 'Lagarto'
- Ariel Díaz - Agente Sánchez
- Lilo de la Vega - Erika
- Estefanía Piñeres - Michelle
- Salomé Quintero - Rita
- Katherine Escobar - Isabel
- Luz Stella Luengas - Ofelia Arenas
- Mabel Moreno - Lucía
- Sanela Ahmetbasic - Ana Ortiz
- César Mora - Coronel Giraldo
- Michael Santos - Álex
- Sebastián Caicedo - Cristo Rodríguez
- Víctor Hugo Morant - Salazar
- Katherine Porto - Raquel Guillén
- Camilo Sáenz - Agente Ibarra
- Erick Cuéllar - 'Meteoro'
- Claude Pimont - Philippe Gatsby / 'La Rata' / 'Él'
- Rosemary Bohórquez
- Linda Lucía Callejas